# Star Tribune
Star Tribune er den største avis i Minnesota og udkommer syv dage om ugen i en udgave for storbyområdet Minneapolis-Saint Paul. Avisen udkommer også i en udgave i hele staten og i dele af Wisconsin, Iowa, South Dakota og North Dakota.